# フロログルシノールカルボン酸
フロログルシノールカルボン酸（フロログルシノールカルボンさん、phloroglucinol carboxylic acid）は、トリヒドロキシ安息香酸の一種である。人体の通常のフローラに含まれ、カテキンを唯一の炭素源とする細菌Acinetobacter calcoaceticusによるカテキンの分解産物である。ワインの中にも含まれる。